# Проспект Октябрьской Революции (Севастополь)
Проспект Октябрьской Революции (ПОР) — проспект в городе Севастополе. Одна из основных транспортных магистралей Гагаринского района города. 
Протяжённость - 2.4 км. Второй по протяжённости в Севастополе (после проспекта Генерала Острякова). 
Назван в честь Великой Октябрьской социалистической революции 1917 года. В 1967 году, в связи с 50-летием СССР, большая часть улицы Лётчиков была преобразована в отдельный проспект, который теперь отделён от нынешней улицы площадью Комбата С. А. Неустроева.  
Проект городского планирования микрорайона выполнила группа архитекторов Клавдии Викторовны Бутовой. 
Район ПОРа (а также ул. Юмашева, ул. Фадеева, ул. Степаняна, ул. Колобова, ул. Астана Кесаева, и ул. Парковая) теперь так и называется — «Лётчики», считается одним из самых густонаселённых в городе. 

## Транспорт
По Проспекту Октябрьской Революции ходит большое количество автобусов (4,10а,14,16,23,30,34,77,79,95,105,107,109,110,112) и троллейбусов (4,10,10к,14,19,76).

## Остановки общественного транспорта
Остановки общественного транспорта на проспекте (по направлению движения в Камышовую бухту): 
- ул. Степаняна (при движении в сторону центра остановка - ул. Колобова);
- ул. Адмирала Юмашева;
- Проспект Октябрьской Революции;
- Парк Победы. В 2018 году был проведён капитальный ремонт проспекта.